# Gramatika starogrčkog jezika
Gramatika starogrčkog jezika obuhvaća njegovu morfologiju i sintaksu.

## Izgovor
Antički grčki bio je pisan grčkim alfabetom poput modernoga grčkog jezika.
| Slovo  | Ime           | Ime      | Glas           | Latinička transkripcija |
| Slovo  | Starogrčko    | Hrvatsko | Glas           | Latinička transkripcija |
| ------ | ------------- | -------- | -------------- | ----------------------- |
| Α α    | ἄλφα          | alfa     | [a] [aː]       | a                       |
| Β β    | βῆτα          | beta     | [b]            | b                       |
| Γ γ    | γάμμα         | gama     | [g]            | g                       |
| Δ δ    | δέλτα         | delta    | [d]            | d                       |
| Ε ε    | εἶ, ἒ ψιλόν   | epsilon  | [e]            | e                       |
| Ζ ζ    | ζῆτα          | zeta     | [zd], [zː]     | z                       |
| Η η    | ἦτα           | eta      | [ɛː] ([h])     | e, ē                    |
| Θ θ    | θῆτα          | theta    | [tʰ]           | th                      |
| Ι ι    | ἰῶτα          | jota     | [i], [iː]      | i, ī                    |
| Κ κ    | κάππα         | kapa     | [k]            | k                       |
| Λ λ    | λάβδα, λάμβδα | lambda   | [l]            | l                       |
| Μ μ    | μῦ            | mi       | [m]            | m                       |
| Ν ν    | νῦ            | ni       | [n]            | n                       |
| Ξ ξ    | ξεῖ, ξῖ       | ksi      | [ks]           | ks                      |
| Ο ο    | οὖ, ὂ μικρόν  | omikron  | [o]            | o, ŏ                    |
| Π π    | πεῖ, πῖ       | pi       | [p]            | p                       |
| Ρ ρ    | ῥῶ            | ro       | [r], [r̥]       | r                       |
| Σ σ, ς | σῖγμα         | sigma    | [s]            | s                       |
| Τ τ    | ταῦ           | tau      | [t]            | t                       |
| Υ υ    | ὗ, ὓ ψιλόν    | ipsilon  | [u], [y], [yː] | u, y                    |
| Φ φ    | φεῖ, φῖ       | fi       | [pʰ]           | ph, f                   |
| Χ χ    | χεῖ, χῖ       | hi       | [kʰ], [ks]     | kh, ks                  |
| Ψ ψ    | ψεῖ, ψῖ       | psi      | [ps]           | ps                      |
| Ω ω    | ὦ, ὦ μέγα     | omega    | [ɔː]           | o, ō                    |

### Kontrakcije samoglasnika
U grčkim se riječima često događa da se dva samoglasnika nađu jedan uz drugog, tada dolazi do kontrakcije (stezanja) tih samoglasnika.
Glagoli čiji se samoglasnici stežu, zovu se verba contracta.
| Α      | Α | Ε      | Ε  | Ο      | Ο  |
| ------ | - | ------ | -- | ------ | -- |
| α + ο  | ω | ε + ο  | ου | ο + ο  | ου |
| α + ου | ω | ε + ε  | ει | ο + ου | ου |
| α + ω  | ω | ε + V1 | V  | ο + ε  | ου |
| α + ε  | α | ε + D1 | D  | ο + οι | οι |
| α + ει | ᾳ |        |    | ο + ει | οι |
| α + ῃ  | ᾳ | ο + ῃ  |    |        | οι |
|        |   | ο + ω  | ω  |        |    |
| ο + η  |   |        | ω  |        |    |

1Oznaka V stoji za samoglasnik, a D za dvoglas.

## Imenske riječi
U imenske riječi grčkog jezika ubrajaju se imenice, pridjevi, zamjenice, brojevi i član. Razlikuju rod, broj i padež.
Postoje tri roda: muški, ženski i srednji rod.
Tri su i broja: jednina (singular), dvojina (dual), množina (plural). Dvojina se upotrebljava za označavanje para, to jest da čega ima točno dva. Kod imenica ima samo dva oblika (nominativ-akuzativ-vokativ i genitiv-dativ), primjerice τὼ πιστὼ φίλω '(dva) vjerna prijatelja'.
Starogrčki ima pet padeža: nominativ, genitiv, dativ, akuzativ i vokativ.

### Padeži
Akuzativ pokazuje izravni objekt, a može imati i adverbijalno značenje, to jest označava okolnost, primjerice Ὁ στρατηγὸς ἄγει τὸ στράτευμα στενὰς ὁδούς. 'Zapovjednik vodi vojsku uskim putovima.' Pokazuje razlog ili način radnje. 
Genitiv obično označava podrijetlo ili dio cjelina, ali ima i ablativno značenje (odvajanje od čega): κωλύειν ἀγῶνος 'priječiti sudjelovanje u natjecanju, isključivati iz natjecanja'. Može biti i objekt, osobito uz pojam dioništva (imati dodira s dijelom neke cjeline) ili udjela: Σοφίας ὁ κατὰ λόγον ζῶν μέτοχος. 'Tko živi prema razumu, dionikom (je) mudrosti.'
Dativ označava neizravan objekt, osobu kojoj je upravljena glagolska radnja, primjerice: Oὐ ῥᾴdιόν ἐστιν εὐνοεῖν τοῖς κακόνοις.'Nije lako biti sklon onima koji zlo misle.' Ima lokativno i instrumentalno značenje, označuje mjesto (dativ mjesta), vrijeme (dativ vremena), uzrok (dativ uzroka) itd. Primjer: Ἄλλος ἵησι τῇ ἀξίνῃ, ἄλλος δὲ λίθῳ. 'Jedan gađa sjekirom, drugi kamenom.'

### Član
Grčki jezik ima određeni član kojemu je funkcija pobliže odrediti ili izdvojiti riječ uz koju stoji. Član, kao i zamjenice i brojevi, nema vokativa. Umjesto njega najčešće stoji uzvik ὦ.
|           | Muški rod | Muški rod   | Muški rod   | Ženski rod | Ženski rod  | Ženski rod  | Srednji rod | Srednji rod | Srednji rod |
| Singular  | Dual      | Plural      | Singular    | Dual       | Plural      | Singular    | Dual        | Plural      |             |
| --------- | --------- | ----------- | ----------- | ---------- | ----------- | ----------- | ----------- | ----------- | ----------- |
| Nominativ | ὁ (ho)    | τώ (tṓ)     | οἱ (hoi)    | ἡ (hē)     | τώ (tṓ)     | αἱ (hai)    | τό (tó)     | τώ (tṓ)     | τά (tá)     |
| Genitiv   | τοῦ (toû) | τοῖν (toîn) | τῶν (tôn)   | τῆς (tês)  | τοῖν (toîn) | τῶν (tôn)   | τοῦ (toû)   | τοῖν (toîn) | τῶν (tôn)   |
| Dativ     | τῷ (tôi)  | τοῖν (toîn) | τοῖς (toîs) | τῇ (têi)   | τοῖν (toîn) | ταῖς (taîs) | τῷ (tôi)    | τοῖν (toîn) | τοῖς (toîs) |
| Akuzativ  | τόν (tón) | τώ (tṓ)     | τούς (toús) | τήν (tḗn)  | τώ (tṓ)     | τᾱ́ς (tā́s)   | τό (tó)     | τώ (tṓ)     | τά (tá)     |

### Imenice
Razlikuju se tri deklinacije: o-deklinaciju, a-deklinaciju i mješovitu (treću) deklinaciju.

#### O-deklinacija
Po ovoj se deklinaciji sklanjaju imenice muškoga roda (ili rjeđe ženskoga roda) koje u nominativu jednine završavaju na -ος i imenice srednjega roda koje završavaju na -ον.
Nekim imenicama osnova završava na ο ili ε pa se oni stežu po pravilima stezanja (kontrakcije) i tako se nastavci mijenjaju. Jedina je iznimka završetak za nominativ-akuzativ množine srednjega roda koji glasi -α umjesto -η kako bi trebao glasiti po pravilima. Te imenice nemaju vokativa ni dvojine. Primjer: πλό- + -ος > πλοῦς, πλό- + -ου > πλοῦ.
Atička deklinacija uključuje imenice koje završavaju na -ω koje ostaje u svim padežima. Vokativ i nominativ jednine jednaki su. Primjer: N Μενέλεως, G Μενέλεω.

#### A-deklinacija
Ova deklinacija uključuje imenice ženskoga roda koje u nominativu jednine završavaju na kratku ili dugu -α i one koje završavaju na -η te imenice muškoga roda koje završavaju na -ᾱς ili -ης. Duga alfa opstala je samo iza ρ, ε i ι, a drugdje je prešla u η što je ostavilo traga na ovoj deklinaciji.
Stegnute imenice ove deklinacije nastale su kad je ispred α osnove stajala α ili ε. Ovdje vrijedi dodatno pravilo da imenice muškog roda na -ας imaju dorski genitiv na ᾱ. Primjer: βορρέ- + -ας > βορρᾶς, βορρέ- + -ᾱ > βορρᾶν.

#### Mješovita deklinacija
Po ovoj deklinaciji sklanjaju se imenice:
1. s osnovom na konsonant:
  - eksplozivne:
    - gutural (K-osnove)
    - labijal (P-osnove)
    - dental, osim onih na -ντ-
    - -ντ-

  - likvide/nazale
    - ν-osnove
    - ρ-osnove i λ-osnove

  - osnove na -σ-
2. s osnovom na vokal:
  - na -ι- i -υ-
  - na -ι-/-ε- i -υ-/-ε-
  - na diftonge.

Imenice treće deklinacije nemaju jednake nastavke, nego njihovi nastavci ovise o osnovi kojoj pripadaju ili njihovu naglasnom tipu. U rječniku se navodi nominativ jednine i genitiv jednine.
|           | Muški/ženski rod | Muški/ženski rod | Muški/ženski rod | Srednji rod   | Srednji rod | Srednji rod |
| Singular  | Dual             | Plural           | Singular         | Dual          | Plural      |             |
| --------- | ---------------- | ---------------- | ---------------- | ------------- | ----------- | ----------- |
| Nominativ | -ς ili —         | -ε               | -ες              | —             | -ε          | -α          |
| Genitiv   | -ος (ili -ως)    | -οιν             | -ων              | -ος (ili -ως) | -οιν        | -ων         |
| Dativ     | -ι               | -οιν             | -σι(ν)           | -ι            | -οιν        | -σι(ν)      |
| Akuzativ  | -ᾰ               | -ε               | -ᾰς ili -ς (-νς) | —             | -ε          | -ᾰ          |
| Vokativ   | -ς ili —         | -ε               | -ες              | —             | -ε          | -ᾰ          |

Nastavak σ u nominativu i vokativu jednine te dativu množine uzrokuje neke glasovne promjene, primjerice K-osnove mijenjaju svoje završne suglasnike κ, γ i χ u ξ ([kʰs]). 
|           | φύλαξ čuvar | φύλαξ čuvar | φύλαξ čuvar |
| Singular  | Dual        | Plural      |             |
| --------- | ----------- | ----------- | ----------- |
| Nominativ | φύλαξ       | φύλακε      | φύλακες     |
| Vokativ   | φύλαξ       | φύλακε      | φύλακες     |
| Akuzativ  | φύλακα      | φύλακε      | φύλακας     |
| Genitiv   | φύλακος     | φυλάκοιν    | φυλάκων     |
| Dativ     | φύλακι      | φυλάκοιν    | φύλαξι(ν)   |

Jednosložne imenice prebacuju svoj naglasak na nastavak u genitivu i dativu svih brojeva.
Primjer je imenica γύψ ('jastreb'):
|           | γύψ jastreb | γύψ jastreb | γύψ jastreb |
| Singular  | Dual        | Plural      |             |
| --------- | ----------- | ----------- | ----------- |
| Nominativ | γύψ         | γῦπε        | γῦπες       |
| Vokativ   | γύψ         | γῦπε        | γῦπες       |
| Akuzativ  | γῦπα        | γῦπε        | γῦπας       |
| Genitiv   | γυπός       | γῡποῖν      | γυπῶν       |
| Dativ     | γυπί        | γῡποῖν      | γυψί(ν)     |

### Pridjevi
Pridjevi (uključuje i glagolske participe) s imenicama se slažu u rodu, broju i padežu.
Po načinu se sklanjanja razlikuju:
- pridjevi s trima završetcima koji se dekliniraju prema a- i o-deklinaciji (imaju oblike za sva tri roda)
- pridjevi s dvama završetcima koji se dekliniraju po o-deklinaciji
- pridjevi s trima završetcima koji se dekliniraju po mještovitoj ili a-deklinaciji (oblici za muški i srednji rod sklanjaju se po mješovitoj deklinaciji, a oblik ženskog roda po a-deklinaciji)
- pridjevi s dvama ili jednim završetkom koji se dekliniraju po trećoj deklinaciji.

Komparacija ili stupnjevanje pridjeva vrši se:
|          | Vrsta pridjeva         | Pozitiv  | Pozitiv    | Komparativ | Komparativ     | Superlativ | Superlativ    |
| Primjer  | Vrsta pridjeva         | Prijevod | Oblik      | Primjer    | Oblik          | Primjer    |               |
| -------- | ---------------------- | -------- | ---------- | ---------- | -------------- | ---------- | ------------- |
| 1. način | velika većina pridjeva | δεινός   | 'strašan'  | -τερος, 3  | δεινότερος, 3  | -τατος, 3  | δεινότατος, 3 |
| 2. način | neki pridjevi          | κακός    | 'zao, loš' | -ῑων, -ῑον | κακίων, κάκιον | -ιστος, 3  | κάκιστος, 3   |
| 3. način | nepravilni pridjevi    | ἀγαθός   | 'dobar'    |            |                |            |               |

!NB: Kod pridjeva o- i a-deklinacije završni omikron osnove produljuje se u omegu ako je prethodni slog kratak, primjerice σοφός, 3; σοφώτερος, 3; σοφώτατος, 3.
Komparacija se može vršiti i opisno, primjerice φίλος, 3; μᾶλλον φίλος; μάλιστα φίλος.

### Zamjenice
Starogrčki jezik razlikuje sljedeće vrste zamjenica:
- osobne/lične
- povratne
- recipročna
- posvojne
- pokazne
- odnosne
- upitne
- neodređene
- zamjeničke pridjeve.

Nemaju posebnih oblika za vokativ, osim oblika ἡμέτερε ('naš!').
Zamjenica αὐτός, 3 ima više značenja. Kada je u predikatnome položaju znači 'sam', a kada je u atributnome položaju znači 'isti' (za položaj atributa vidjeti Sintaksu). U genitivu, dativu i akuzativu zamjenjuje osobne zamjenice za treće lice. Genitiv ove zamjenice upotrebljava se kao posvojna zamjenica za treće lice.
Recipročna zamjenica imaju značenje srodno povratnim zamjenicama, obično se prevodi 'jedan drugog, jedna drugu, jedno drugo'. Tvori se udvostručivanjem osnove ἄλλο/η- ('drugi, druga, drugo'). Nema nominativa množine ni jednine.
|           | Dvojina  | Dvojina  | Dvojina  | Množina  | Množina  | Množina  |
| Muški     | Ženski   | Srednji  | Muški    | Ženski   | Srednji  |          |
| --------- | -------- | -------- | -------- | -------- | -------- | -------- |
| Nominativ | ἀλλήλω   | ἀλλήλᾱ   | ἀλλήλω   | —        | —        | —        |
| Genitiv   | ἀλλήλοιν | ἀλλήλαιν | ἀλλήλοιν | ἀλλήλων  | ἀλλήλων  | ἀλλήλων  |
| Dativ     | ἀλλήλοιν | ἀλλήλαιν | ἀλλήλοιν | ἀλλήλοις | ἀλλήλαις | ἀλλήλοις |
| Akusativ  | ἀλλήλω   | ἀλλήλᾱ   | ἀλλήλω   | ἀλλήλους | ἀλλήλᾱς  | ἀλλῆλα   |
| Vokativ   | ἀλλήλω   | ἀλλήλᾱ   | ἀλλήλω   | —        | —        | —        |

Zamjenički pridjevi značenjem su srodni zamjenicama, ali oblikom su pridjevi (osim ἄλλο). Neki od njih jesu: ὁ ἕτερος, τὸ ἕτερον, ἡ ἕτερα 'drugi (od dvojice)', ἄλλος, ἄλλο, ἄλλη 'drugi (od više njih)' i drugi koji znače 'svaki', 'nijedan' i sl.

### Brojevi
Postoje tri vrste brojeva:
- glavni brojevi (na pitanje koliko?)
- redni brojevi (na pitanje koji po redu?)
- priloški brojevi ili brojni prilozi (na pitanje koliko puta?)

Prva se četiri glavna broja mogu deklinirati, kao i svi redni.
| Brojke | Glavni            | Glavni              | Redni       | Redni   | Priloški | Priloški    |
| Brojke | Oblik             | Broj                | Oblik       | Broj    | Oblik    | Broj        |
| ------ | ----------------- | ------------------- | ----------- | ------- | -------- | ----------- |
| α΄     | εἷς, ἕν, μία      | jedan, jedna, jedno | πρῶτος, 3   | prvi    | ἅπαξ     | jedanput    |
| β΄     | δύο               | dva                 | δεύτερος, 3 | drugi   | δίς      | dvaput      |
| γ΄     | τρεῖς, τρία       | tri                 | τρίτος, 3   | treći   | τρίς     | triput      |
| δ΄     | τέτταρες, τέτταρα | četiri              | τέταρτος, 3 | četvrti | τετράκις | četiri puta |

## Glagoli
Glagoli u grčkom jeziku razlikuju:
- tri lica (govornik, sugovornik, negovornik)
- tri broja (jednina, dvojina, množina)
- četiri načina (indikativ, konjunktiv, optativ, imperativ)
- tri vida/aspekta (prezent (odgovara nesvršenom vidu u hrvatskom), aorist (svršenom vidu) i perfekt (nema ekvivalenta, po funkciji sličan engleskim perfect vremenima))
- sedam vremena (prezent, imperfekt, futur, futur perfektni, aorist, perfekt, pluskvamperfekt)
- tri stanja (aktiv, pasiv, mediopasiv).

### Načini
Glagolski način pokazuje stav govornika prema sadržaju iskaza.

#### Indikativ
Indikativ je način objektivna iskaza, to jest sadržaj iskaza stvaran je.
- Ὁ φίλος ἐσθίει.
- 'Prijatelj jede.'

Može se pokazati i pretpostavka da što jest.
- Oὐ λέγει τις τὰ βέλτιστα· ἀναστὰς ἄλλος εἰπάτω.
- '(Pretpostavimo da) tko ne govori (ono što je) najbolje; ustavši, drugi neka (to) rekne.'

Indikativom se također može pokazati i gotovo ostvarenje.
- Ὀλιγου ἀπεθανον.
- 'Umalo ne pogiboh.'

Ima i druga značenja.

#### Konjunktiv
Konjunktivom se iskazuje sumnja, nesigurnost, htijenje, poticaj i zabrana. Dijeli se na voluntativni konjunktiv (bez čestice -ἄν) i prospektivni konjunktiv (s česticom -ἄν). Voluntativni konjunktiv dijele si na adhortativni (poticanje), prohibitivni (zabrana) i deliberativni (sumnja, oklijevanje). Prospektivni konjunktiv koristi se u zavisnosloženim rečenicama, ali i voluntativni.
- Τί λέγωμεν;
- 'Što da kažemo?'

- Τὰ πλοῖα κατέκαυσεν, ἵνα μὴ Κῦρος διαβῇ.
- 'Spali brodove da Kir ne prijeđe (rijeku).'

#### Optativ
Optativom se iskazuje želja. Može imati nekoliko podznačenja jer može iskazivati čistu želju (kupitivni optativ, bez -ἄν), mogućnost (potencijalni optativ, s -ἄν), ponavljajuću radnju (iterativni optativ, bez -ἄν) ili se može njime koristiti u zavisnosloženim rečenicama (kosi optativ ili optativus obliquus bez -ἄν).
- Ὦ παῖ, γένοιο πατρὸς εὐτυχέστερος.
- 'Sine, postao sretnijim od oca!'

- Λέγοις ἂν τὴν δἐησιν.
- 'Možeš (mogao bi) reći svoju molbu.' (Platon, Parmenid 126a)

#### Imperativ
Imperativ iskazuje zapovijed i zabranu (negativnu zapovijed). Također pokazuje i molbu, zahtjev te opomenu. Negacija je μή.
- Γράφε. Ὦ παῖ, γράφε.
- 'Piši! Sine, piši!'

- Ἴθι νῦν δίδαξον καὶ ἐμέ, ἵνα σοφώτερος γένωμαι.
- 'Hajde sad pouči i mene da mudriji postanem.'

### Aspekti i vremena
Starogrčki jezik ima sedam kombinacija aspekta i vremena. Tri su aspekta, to jest vida: prezent (poznat i kao infektum da bi ga se razlikovalo od prezenta kao vremena), aorist (konfektum) i perfekt. Oni imaju vlastite osnove od kojih se tvore vremena i drugi oblici. Aspekt je u grčkome vrlo važan, kao i u hrvatskome. Kako hrvatski ima poseban glagol u svojim dvama aspektima (čitati – pročitati, letjeti – sletjeti, znati – saznati i dr.), tako i grčki uvijek nastoji na svojemu glagolu imati neki formant za tvorbu apsekta. Iako ima četiri načina, razlika u vremenima pristuna je samo u indikativu, dok ostali imaju samo aspektne razlike. Iznimka je optativ koji ima oblike za budućnost.
Svaki glagol ima zapravo četiri osnove: prezentsku, aoristnu, perfektnu i posebnu futursku osnovu. Oblik za futur dijele aorist i prezent, to jest nije iz njegova oblika moguće znati je li svršen ili nesvršen.
| Vremena u indikativu | Aorist (vid) | Prezent (vid) | Perfekt (vid)   |
| -------------------- | ------------ | ------------- | --------------- |
| Budućnost            | futur        | futur         | futur perfektni |
| Sadašnjost           |              | prezent       | perfekt         |
| Prošlost             | aorist       | imperfekt     | pluskvamperfekt |

Važno je napomenuti da pluskvamperfekti i futur perfektni svojom upotrebom u grčkome ne nalikuju hrvatskim vremenima pluskvamperfekta i futura II., u grčkome su oni apsolutna vremena koja pokazuju prošlo, to jest buduće stanje (kao što perfekt sam pokazuje sadašnje stanje koje je rezultat prošle akcije).
Ovo je tablica u kojoj se može vidjeti koji oblici različitih aspekata postoje (futur je odvojen):
| Aspekt  | Oblik       | Vrijeme     | Indikativ | Konjunktiv | Optativ | Imperativ | Infinitiv | Particip |
| ------- | ----------- | ----------- | --------- | ---------- | ------- | --------- | --------- | -------- |
| Prezent | Vremenski   | Sadašnjost  | ✓         |            |         |           |           |          |
| Prezent | Vremenski   | Prošlost    | ✓         |            |         |           |           |          |
| Prezent | Nevremenski | Nevremenski |           | ✓          | ✓       | ✓         | ✓         | ✓        |
| Aorist  | Vremenski   | Sadašnjost  | ✓         |            |         |           |           |          |
| Aorist  | Vremenski   | Prošlost    | ✓         |            |         |           |           |          |
| Aorist  | Nevremenski | Nevremenski |           | ✓          | ✓       | ✓         | ✓         | ✓        |
| Futur   | Futur       | Futur       | ✓         |            | ✓       |           | ✓         | ✓        |
| Perfekt | Vremenski   | Budućnost   | ✓         |            |         |           |           |          |
| Perfekt | Vremenski   | Sadašnjost  | ✓         |            |         |           |           |          |
| Perfekt | Vremenski   | Prošlost    | ✓         |            |         |           |           |          |
| Perfekt | Nevremenski | Nevremenski |           | ✓          | ✓       | ✓         | ✓         | ✓        |

### Infinitivi
Infinitiv se najčešće upotrebljava nakon glagola modalnog značenja (željeti, moći, trebati itd.)
- Ἐκέλευσεν αὐτοὺς ἀπελθεῖν.
- 'Naredio im je da idu sa strane.'

Može se upotrijebiti i s neupravnim govorom. Ovo je konstrukcija zvana akuzativ s infinitivom kakva postoji i u latinskom jeziku.
Ima i druga značenja i upotrebe, upotrebljava se i u zavisnosloženim rečenicama.

### Participi
Participi imaju jako puno upotreba u grčkome jeziku i često se rabe. Riječ je o glagolskome pridjevu kojim se iskazuje radnja koja je prethodila glavnoj, slijedila je ili pratila. Particip se sa subjektom slaže u padežu i rodu te može izraziti aspekt i vrijeme. Funkcijom može biti trojak: atributivni, adverbijalni i predikativni.
Atributivni particip vrši funkciju atributa imenice ili zamjenice.
Adverbijalni particip preuzima funkciju adverbijalne (priložne) oznake:
- Πρωταγόρας ἔζη διδάσκων.
- 'Protagora je živio od poučavanja (poučavajući).'

- Πρωταγόρας ἀναγιγνώσκει δειπῶν σῦκα.
- 'Protagora čita ručajući smokve.'

Predikativni particip služi kao dopuna glagolskom predikatu koji bi bez njega bio nepotpuna smisla.
- Ὁ φιλόσοφος τυγχάνει λέγων περὶ τῆς ἀληθείας.
- 'Filozof je upravo (pri tome) zauzet time da govori o istini.'

### Glagolske osnove
U rječniku se navodi šest oblika glagola: prezentski oblik, oblik futura, oblik aorista aktivnog, oblik perfekta aktivnog, oblik perfekta mediopasivnog ili pasivnog i oblik aorista pasivnog. Ovi oblici kod nekih glagola znaju imati različite osnove.
Glagol δίδωμι 'dati' ovako tvori različite osnove:
| Oblik                | Oblik glagola |
| -------------------- | ------------- |
| Prezent              | δίδω-μι       |
| Futur                | δώ-σ-ω        |
| Aorist akt.          | ἔ-δω-κ-α      |
| Perfekt akt.         | δέ-δω-κα      |
| Perfekt medpas./pas. | δέ-δο-μαι     |
| Aorist pas.          | ἐ-δό-θη-ν     |

Prezentsku osnovu tvori reduplikacijom prvoga suglasnika δ uz dodatak glasa ι. Osnova mu je zapravo δω- kao što je vidljivo u ostalim vremenima. Aorist tvori formantom -κ-.
S druge strane glagol παιδεύω 'poučavati, odgajati' koji tvori svoje različite osnove pravilno:
| Oblik                | Oblik glagola  |
| -------------------- | -------------- |
| Prezent              | παιδεύ-ω       |
| Futur                | παιδεύ-σ-ω     |
| Aorist akt.          | ἐ-παίδευ-σ-α   |
| Perfekt akt.         | π-ε-παίδευ-κ-α |
| Perfekt medpas./pas. | π-ε-παίδευ-μαι |
| Aorist pas.          | ἐ-παιδεύ-θη-ν  |

Važna je podjela glagola po tome koje nastavke rabe u prezentu: tematske i atematske konjugacije (nastavak -ω ili -μι).

#### Tematski glagoli
Velika većina glagola pripada tematskoj konjugaciji gdje se glagoli dijele u dvije velike skupine:
- Verba vocalia / Verba pura – osnova na samoglasnik, pravilna tvorba osnova
- Verba impura – tvorbe osnove uz neke komplikacije:
  - Verba liquida – osnova im završava na λ, μ, ν ili pak ρ
  - Verba muta – osnova im završava drugim suglasnicima
    - guturalnim (κ, γ, χ)
    - labijalnim (π, β, φ)
    - dentalnim (τ, δ, θ).

Pravilno se osnove verba vocalia ovako tvore:
|              | Tvorba          | Tvorba                         | Tvorba      | Tvorba                    |
| Prefiks      | Promjena osnove | Sufiks/formant                 | Konjugacija |                           |
| ------------ | --------------- | ------------------------------ | ----------- | ------------------------- |
| Prezent      |                 |                                |             | prezentski nastavci       |
| Futur        |                 | duljenje završnog samoglasnika | -σ-         | prezentski nastavci       |
| Aorist akt.  | augment         |                                | -σ-         | aoristni nastavci         |
| Perfekt akt. |                 | reduplikacija uz -ε-           | -κ-         | aoristni nastavci         |
| Aorist pas.  | augment         |                                | -θη-        | nastavci aorista pasivnog |

Što se tiče verba impura, postoje dodatna pravila.
Nekima je prezent jednak ostalim osnovama:
- λέγω, λεγ-
- μένω, μεν-.

Mnogi u prezentskoj osnovi dodaju razne sufikse, tako primjerice mnogi imaju sufiks -jω, to jest palataliziraju završni glas osnove prije prezentskih nastavaka:
- glagol φυλάττω < φυλάκ-jω.

S obzirom na to da je osnova φυλάκ-, futur će glasiti φυλάξω (φυλάκ-σ-ω).
Otklanjajući efekte palatalizacije, ovim kategorijama pripadaju glagoli s palataliziranom osnovom:
- glagoli na -ττω imaju osnovu na guturalne glasove (uz neke na dentalne)
- glagoli na -πτω na labijalne
- glagol na -ζω na dentalne (uz neke na guturalne, a νίζω ima osnovu νιβ-)
- glagoli na -λλω imaju osnovu na -λ- (ἀγγέλλω < ἀγγέλ-)
- glagoli s dugim ι i υ pred završnom likvidom imaju osnovu na kratke ι i υ (κλῑνω < κλῐν-)
- glagoli s αι i ει pred završnom likvidom gube ι (φαίνω < φαν-).

Važno je razlučivati glagolsku i prezentsku osnovu što je najčešće navedeno u rječniku.
Glagoli s indoeuropskim prijevojem (promjenom samoglasnika osnove nasljeđenom iz indoeuropskoga prajezika koja je vidljiva i u hrvatskome u riječima poput brati, berem, izbor, birati) tvore jaki aorist gdje rabeći imperfektne nastavke i promjenu samoglasnika osnove:
- φεύγω > ἐ-φυγ-ον
- λείπω > ἔ-λιπ-ον.

Jaki aorist i futur pasivni imaju neki glagoli.
Jaki perfekt također se pojavljuje kod većine glagola s osnovom na gutural ili labijal i ne rabi formant -κ-, tvori se s prijeglasom ili bez njega:
- γράφω > γέ-γραφ-α; bez prijeglasa
- τρέφω > τε-τροφ-α; s prijeglasom.

Verba impura koji nemaju jake oblike drže se ove tablice:
|              | Tvorba          | Tvorba               | Tvorba      | Tvorba                    |
| Prefiks      | Promjena osnove | Sufiks/formant       | Konjugacija |                           |
| ------------ | --------------- | -------------------- | ----------- | ------------------------- |
| Prezent      |                 |                      |             | prezentski nastavci       |
| Futur        |                 |                      | -σ-         | prezentski nastavci       |
| Aorist akt.  | augment         |                      | -σ-         | aoristni nastavci         |
| Perfekt akt. |                 | reduplikacija uz -ε- | -κ-         | aoristni nastavci         |
| Aorist pas.  | augment         |                      | -θη-        | nastavci aorista pasivnog |

Glagoli s jakim oblicima imaju sljedeće oblike:
|              | Tvorba          | Tvorba                                                           | Tvorba      | Tvorba                    |
| Prefiks      | Promjena osnove | Sufiks/formant                                                   | Konjugacija |                           |
| ------------ | --------------- | ---------------------------------------------------------------- | ----------- | ------------------------- |
| Prezent      |                 |                                                                  |             | prezentski nastavci       |
| Futur        |                 |                                                                  | -σ-         | prezentski nastavci       |
| Aorist akt.  | augment         | prijeglas                                                        |             | imperfektni nastavci      |
| Perfekt akt. |                 | reduplikacija uz -ε-, (prijeglas), aspiracija zadnjeg suglasnika |             | aoristni nastavci         |
| Aorist pas.  | augment         |                                                                  | -η-         | nastavci aorista pasivnog |

Neki glagoli zbog povijesnih su promjena postali potpuno ili vrlo nepravilni. Postoje i klase nepravilnih tematskih glagola kao što su oni s nazalnim sufiksom ili sufiksom -σκω ili oni s reduplikacijom u prezentu.

#### Atematski glagoli
Ovi glagoli nemaju vezne samoglasnike u sufiksima u sadašnjosti:
| Tematski glagol    | Jednina   | Jednina    | Jednina    | Množina     | Množina    | Množina        |
| Tematski glagol    | Prvo lice | Drugo lice | Treće lice | Prvo lice   | Drugo lice | Treće lice     |
| ------------------ | --------- | ---------- | ---------- | ----------- | ---------- | -------------- |
| Indikativ sadašnji | φυλάττ-ω  | φυλάττ-εις | φυλάττ-ει  | φυλάττ-ομεν | φυλάττ-ετε | φυλάττ-ουσῐ(ν) |
| Atematski glagol   | Jednina   | Jednina    | Jednina    | Množina     | Množina    | Množina        |
| Atematski glagol   | Prvo lice | Drugo lice | Treće lice | Prvo lice   | Drugo lice | Treće lice     |
| Indikativ sadašnji | ἵστη-μι   | ἵστη-ς     | ἵστη-σι(ν) | ἵστᾰ-μεν    | ἵστᾰ-τε    | ἵστᾶ-σι(ν)     |

Mogu se podijeliti u tri skupine:
- s reduplikacijom u prezentu (primjer je δίδωμι, ali i ἵστημι gdje je reduplikacija skrivena povijesnim  promjenama)
- sa sufiksom -νυ- (primjer je δείκνυμι)
- bez razlike između prezentske i glagolske osnove (primjer je εἰμί).

Ovi glagoli puni su osobitosti u tvorbi zbog svoje arhaičnosti (većina ima vrlo jednostavna značenja poput ἵστημι 'staviti', εἰμί 'biti' ili μείγνυμι 'miješati').
Mnogi imaju takozvani korijenski aorist gdje se nastavci dodaju izravno na osnovu s produženim samoglasnikom. On je bitan jer njemu pripadaju i neki tematski glagoli poput βαίνω (osnova βαν-) koji ima uobičajen aorist sa značenjem 'donijeti', ali korijenski sa značenjem 'ići, koračati': ἔ-βη-σ-α (slabi, pravilan) ἔ-βη-ν (korijenski).

## Sintaksa
Uobičajen je poredak riječi u jednostavnoj rečenici subjekt – objekt – predikat.
- Οἱ τέλεοι παῖδας φυλασσοῦσιν.

- 'Odrasli djecu gledaju.'

### Atributi
Pridjevski atributi stoje neposredno iza člana glavne riječi (ili se član ponavlja, a atribut ide iza imenice) kad su u atributivnom položaju. Atributivni položaj atributa pokazuje tijesno jedinstvo s glavnom riječju.
- ὁ ἀγαθὸς φίλος / ὁ φίλος ὁ ἀγαθός

- 'dobri prijatelj'

- Φιλῶ τὸν ἀγαθὸν ἄνδρα.
- 'Ljubim dobrog čovjeka (tj. o dobrom čovjeku izričem da ga ljubim).'

Pridjevski je atribut u predikativnom položaju kada ne stoji neposredno iza člana glavne riječi, nego ispred člana ili iza glavne riječi. U predikativnom položaju on pristupa glavnoj riječi zajedno s predikatom.
- ἀγαθὸς ὁ φίλος / ὁ φίλος ἀγαθός
- 'dobar prijatelj'

- Φίλῶ τὸν ἄνδρα ἀγαθὸν.
- 'Ljubim čovjeka dobra (tj. čovjek, koga ljubim, dobar je).

### Konstrukcije
Postoje tri konstrukcije bitne za grčku gramatiku:
- Akuzativ s infinitivom
  - Οἱ πολλοὶ  λέγουσι τὸν ἄνθρωπον πράττειν.
  - 'Mnogi govore čovjeka raditi.'
    - 'Mnogi govore da čovjek radi.
- Nominativ s infinitivom
- Genitiv apsolutni
  - Τοῦ ῥήτορος λέγοντος ὁ δῆμος ἐν ἀγορᾷ σιγᾷ.
  - 'Govornika govorećega narod na trgu šuti.'
    - 'Kad/dok/budući da/pošto/iako govornik govori, narod na trgu šuti.'

### Zavisnosložene rečenice
Zavisnosložene rečenice obično se tvore kombinacijom glavne surečenice, veznika i zavisne surečenice. U ovim se rečenicama, s različitim značenjima, pojavljuju svi glagolski načini. Primjer je ova objektna rečenica u kojoj se u zavisnoj surečenici pojavljuje optativ glagola 'biti':
- Οἱ Θηβαῖοι προεῖδον, ὅτι ἔσοιτο πόλεμος.
- Tebanci predvidješe da bi mogao biti rat.